# 秘鲁鼩负鼠
秘魯鼩負鼠（學名：Lestoros inca），屬於哺乳綱鼩負鼠科秘魯鼩負鼠屬唯一一種，產于南美洲的秘魯，夜棲，身長約4吋。